# Luigi Tulumello
Luigi Maria Giuseppe Tulumello, barone di Gibellini (Racalmuto, 29 luglio 1850 – Racalmuto, 27 marzo 1923) è stato un letterato, giurista e politico italiano.
(Giornale della Reale Società ed Accademia italiana, 1894)

## Biografia
Nacque a Racalmuto il 29 luglio 1850, rampollo di un’antica famiglia nobile siciliana: suoi genitori furono Giuseppe Tulumello e Mariangela Messana. Alla prematura morte del padre, avvenuta nel 1869, il giovane ne ereditò i titoli.
Effettuò i suoi studi presso la facoltà di legge dell'Università degli Studi di Palermo, città in cui visse per alcuni anni. 

### L'attività intellettuale
Nel capoluogo siciliano, infatti, ebbe l'opportunità di conoscere molte figure di spicco del suo tempo, tra cui Giuseppe Pipitone Federico, direttore della prestigiosa rivista Il momento ed altri eminenti intellettuali siciliani.
Oltre a ciò, collaborò anche sulla rivista La scuola moderna, fondata dallo stesso Pipitone Federico: di ciò sarebbe prova l'articolo "Sul metodo storico", pubblicato sul numero del 26 dicembre 1886. Al contempo, la pubblicazione di numerosi saggi di sociologia.

### Le guerre in Africa
Fu chiamato a combattere nella guerra di Abissinia con il grado di Caporale, in cui si distinse nella celebre battaglia di Adua. 
Tali eventi saranno ricordati in un libello di poesie denominato appunto "Africa", edito a Palermo nel 1897 con una prefazione curata proprio dall'amico Pipitone Federico; nello stesso periodo, un libro simile fu scritto anche da Mario Rapisardi.
(Leonardo Sciascia, Le parrocchie di Regalpetra)
A testimonianza del suo valore, nel 1896 ricevette una medaglia commemorativa.

### La politica
Nella propria carriera politica, fu sindaco di Racalmuto per diciotto anni pressoché ininterrotti, dal 1889 al 1907, durante i quali finanziò personalmente diversi progetti di sviluppo. Contemporaneamente, lo stesso fu anche consigliere provinciale di Girgenti.
La repressione dei fasci siciliani, avvenuta tra la fine del 1893 e l'inizio dell'anno successivo ad opera di Francesco Crispi, i quali erano motivo di forti scontri nel paese, favorirono la scrittura di un poema a questi dedicato.
(Leonardo Sciascia, "Le parrocchie di Regalpetra")
La sua amministrazione fu caratterizzata da un forte coinvolgimento della comunità e dalla promozione di eventi festivi e culturali.
(Ben Morreale, Sicilia: la terra santa. Per un ricordo)

### Gli ultimi anni
Nel 1893, per affrontare il problema dello zolfo in Sicilia, Tulumello esortò Ignazio Florio jr. alla creazione di una commissione presieduta dallo stesso Florio e composta dai più grandi proprietari minerari dell’epoca, di cui facevano parte anche il barone catenese Antonino Spitaleri di Muglia, gli industriali Luigi Giordano di Caltanissetta e Giulio Sartorio di Palermo. Gli incontri, che videro protagonista proprio il Tulumello, si effettuarono presso il consolato francese a Girgenti.
Nello specifico, egli si prefisse: di istituire a Girgenti una banca delle miniere; di formare un sindacato che formasse un prezzo minimo ai solfati e ne limitasse la produzione; ovviare agli scioperi e ai disordini frequenti attraverso un miglioramento delle condizioni nelle miniere. 
Tuttavia, l’iniziativa fallì a causa del disinteresse della classe politica siciliana.
Attorno al 1897, ricevette nella propria tenuta di Bompensiere la nobildonna inglese Louise Hamilton Caico, per matrimonio contessa di Montedoro, la quale in seguito riportò dell'incontro nel suo volume Sicilian Ways and Days, edito a Londra nel 1910 e nello stesso anno anche a New York.
Nel 1905 fu testimone di nozze della marchesa Auretta Salvo di Pietraganzili, figlia dell'amico Giuseppe Salvo Cozzo, allora direttore della Biblioteca Nazionale di Palermo. 
Morì a Racalmuto nel 1923.